# Great Neck Plaza
Great Neck Plaza és una població dels Estats Units a l'estat de Nova York. Segons el cens del Census 2000 tenia 6.433 habitants.

## Demografia
Segons el cens del 2000, Great Neck Plaza tenia 6.433 habitants, 3.603 habitatges, i 1.581 famílies. La densitat de població era de 8.012,2 habitants/km².
Dels 3.603 habitatges en un 12,8% hi vivien nens de menys de 18 anys, en un 36,2% hi vivien parelles casades, en un 6,1% dones solteres, i en un 56,1% no eren unitats familiars. En el 51,1% dels habitatges hi vivien persones soles el 23,6% de les quals corresponia a persones de 65 anys o més que vivien soles. El nombre mitjà de persones vivint en cada habitatge era d'1,74 i el nombre mitjà de persones que vivien en cada família era de 2,54.
Per edats la població es repartia de la següent manera: un 11,6% tenia menys de 18 anys, un 3,9% entre 18 i 24, un 32,3% entre 25 i 44, un 22% de 45 a 60 i un 30,3% 65 anys o més.
L'edat mediana era de 47 anys. Per cada 100 dones de 18 o més anys hi havia 72 homes.
La renda mediana per habitatge era de 54.591 $ i la renda mediana per família de 70.781 $. Els homes tenien una renda mediana de 51.863 $ mentre que les dones 46.703 $. La renda per capita de la població era de 42.914 $. Entorn del 4,1% de les famílies i el 7,1% de la població estaven per davall del llindar de pobresa.